# Trường Trung học phổ thông Cẩm Phả
Trường Trung học phổ thông Cẩm Phả là ngôi trường trung học phổ thông công lập nằm trên địa bàn thành phố Cẩm Phả, tỉnh Quảng Ninh. Đây là trường trọng điểm của Cẩm Phả và cũng là trường THPT có bề dày lịch sử lâu đời nhất tỉnh Quảng Ninh, là nơi đào tạo ra nhiều nhân vật có ảnh hưởng, danh tiếng.
Trường THPT Cẩm Phả thực hiện chương trình đào tạo ở ba khối lớp 10, 11 và 12 với khoảng 1400 học sinh. Học sinh trường THPT Cẩm Phả đã góp mặt và đạt giải trong nhiều cuộc thi cấp tỉnh, quốc gia và quốc tế.
Khẩu hiệu, phương châm của nhà trường là:
| “ | Giáo viên đoàn kết, trách nhiệm, dân chủ, kỷ cương, sáng tạo. Học sinh tự tin, tự chủ, tự trọng, có trách nhiệm với bản thân. | ” |

## Tên trường
Trước khi có tên gọi như ngày nay, trường đã trải qua nhiều tên gọi. Từ năm đầu thành lập (1956) trường lấy tên gọi là Trường cấp II Cẩm Phả, ba năm sau (1959) thì trở thành Trường cấp II - III Cẩm Phả. Đến năm học 1968 - 1969 thì trường chỉ đào tạo cấp 3 với việc đổi tên thành Trường cấp III Cẩm Phả.
Lưu ý: Trước năm 1976, trường THPT Cẩm Phả nói riêng và miền Bắc Việt Nam nói chung đi theo giáo dục hệ 10 năm. Trong đó, cấp II bao gồm lớp 5-6-7 và cấp III bao gồm lớp 8-9-10.
Đến những năm 1990, trường lấy tên là Trung học chuyên ban Cẩm Phả, do giai đoạn này trường có mở các ban, các lớp chọn. Từ năm 2000, trường lấy tên là Trung học phổ thông Cẩm Phả đến bây giờ. Tuy vậy, ngôi trường vẫn được người dân Cẩm Phả quen thuộc gọi là Trường chuyên ban trong đời sống hàng ngày.

## Tổng quan

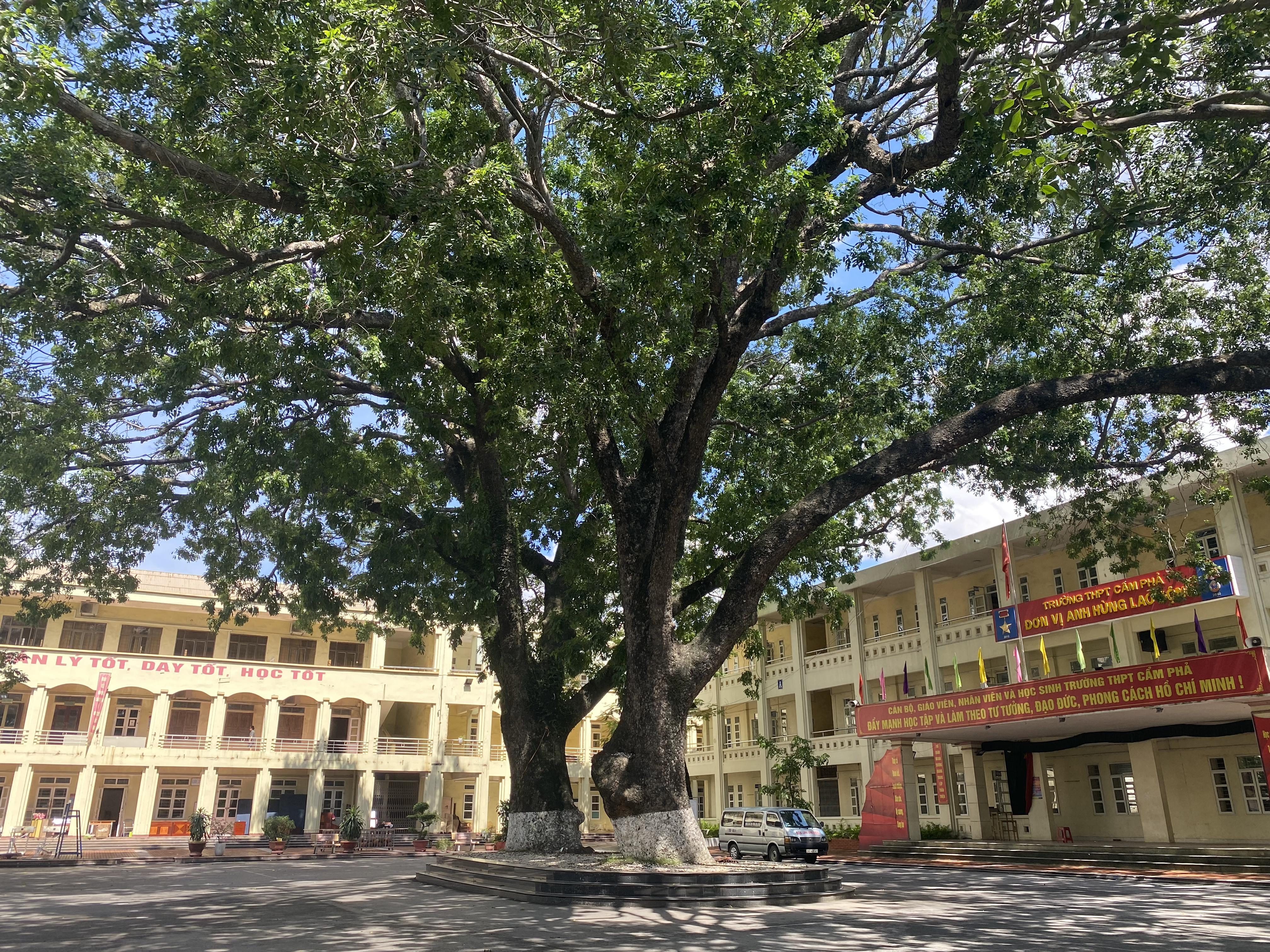
Hai cây xà cừ có tuổi đời 60 năm, là biểu tượng của trường.

Kết thúc năm học 2021 - 2022, Trường THPT Cẩm Phả được phá dỡ để xây mới. Những thông tin dưới đây nói về trường trước năm 2022.
Trường THPT Cẩm Phả có diện tích hơn 11.000 m2. Nhà trường gồm ba dãy nhà A, B, C, khu nhà đa năng và sân cỏ. Trung tâm sân trường trồng 2 cây xà cừ đã có tuổi đời lâu năm, là biểu tượng của nhà trường. Sau khi bế giảng năm học 2021 - 2022, trường được tiến hành phá dỡ và xây mới.

## Cơ cấu tổ chức
Về nhân sự, Trường THPT Cẩm Phả bao gồm Ban giám hiệu và các Tổ chuyên môn. Hiệu trưởng hiện tại của trường là ông Trần Mạnh Thắng. Có tất cả 9 tổ chuyên môn: Toán; Ngữ Văn; Ngoại ngữ; Vật lí - Kĩ thuật; Sử - Địa - Giáo dục Công dân; Hóa - Sinh; Tin - Thể dục - Quốc phòng An ninh; Tư vấn học đường; Văn phòng.

## Lịch sử
- Năm 1956, trường cấp II - III Cẩm Phả được thành lập sau cuộc chiến chống Pháp của Việt Nam giành chiến thắng. Trong năm học đầu tiên 1956 - 1957, trường chỉ có một lớp 5. Đến năm học 1960 - 1961, trường bắt đầu có một lớp cấp III và số lớp cấp II đã tăng lên đến 11 lớp. Năm học 1965 - 1966, trường cấp II - III Cẩm Phả đã có 14 lớp cấp II với 512 học sinh, 4 lớp cấp III với 156 học sinh.[1]
- Khi Mỹ tấn công ra miền Bắc, bộ phận cấp II phải sơ tán vào Dương Huy một học kì rồi chuyển về học tại khu Đồi Xôi và sau đó tách ra thành trường cấp II Nguyễn Văn Trỗi, một bộ phận cấp II và khối cấp III chuyển đến học tại khu đồi Quang Hanh. Từ năm học 1968 - 1969, bộ phận cấp III lúc này gồm có 5 lớp với 210 học sinh chuyển về trường cũ học và chuyển thành trường cấp III Cẩm Phả, còn bộ phận cấp II chuyển về Quang Hanh và thành lập trường cấp II Quang Hanh.[1]
- Năm học 1971 - 1972, khi Mỹ mở các đợt ném bom lớn ra miền Bắc, trường cấp III Cẩm Phả sơ tán vào khu đồi Léc Mỹ, lúc này có 7 lớp với 321 học sinh. Cuối năm học 1972 - 1973, toàn trường chuyển về trường cũ. Từ năm học 1974 - 1975, trường cấp III Cẩm Phả mở phân hiệu cấp III tại Cửa Ông và sau đó 2 năm thì tách ra thành lập trường cấp III Cửa Ông.[1]
- Đến năm học 1982 - 1983, trường mở 2 phân hiệu Cọc Sáu và Quang Hanh, tổng số lớp của trường lúc này lên tới 58 lớp với 3120 học sinh. Sau đó, phân hiệu Cọc Sáu tách ra thành lập trường THPT Lê Hồng Phong và phân hiệu Quang Hanh tách ra thành lập trường THPT Lê Quý Đôn.[1]
- Sau Đổi Mới, quy mô của nhà trường tăng nhanh, có năm lên tới 65 lớp với 3412 học sinh (năm học 1998 - 1999). Từ năm học 2001 - 2002, nhà trường đã được ổn định với số lớp từ 33 đến 36 lớp. Trường THPT trong những năm trở lại đây luôn duy trì tổng số lớp là 33, với tiêu chí tuyển sinh đầu vào lớp 10 là 11 lớp với khoảng 440 học sinh.[1]

## Thành tích
| Danh hiệu Anh hùng Lao động năm 2015                              |                                                                    |                                                                     |
| Huân chương Lao động hạng Ba Trao tặng CBGV nhà trường - năm 1979 | Huân chương Lao động hạng Nhì Trao tặng CBGV nhà trường - năm 1989 | Huân chương Lao động hạng Nhất Trao tặng CBGV nhà trường - năm 1995 |
| Huân chương Lao động hạng Ba Trao tặng ĐVTN nhà trường - năm 2000 | Huân chương Độc lập hạng Ba trao tặng CBGV nhà trường - năm 2005   | Huân chương Độc lập hạng Nhì Trao tặng CBGV nhà trường - năm 2020   |

Là một ngôi trường có bề dày lịch sử, trường THPT Cẩm Phả đã đón nhận nhiều danh hiệu, huân chương, bằng khen, cờ thi đua của Nhà nước. Trong số đó, nhà trường đã nhận 4 huân chương Lao động, 2 huân chương Độc lập và danh hiệu Anh hùng Lao động. Bên cạnh đó, trường có một nhà giáo được tặng huân chương Lao động hạng Ba, 4 nhà giáo được phong tặng Nhà giáo ưu tú, nhiều học sinh và cựu học sinh đạt được những giải thưởng, thành tựu lớn.

Nhiều cán bộ cao cấp của Đảng và Nhà nước từng về dự và đánh trống khai giảng năm học mới tại trường: Bí thư Tỉnh ủy Quảng Ninh Phạm Minh Chính (nay là Thủ tướng Chính phủ) đánh trống khai giảng năm học 2014 - 2015, Phó Thủ tướng Phạm Bình Minh đánh trống khai giảng năm học 2015 - 2016.

## Học sinh tiêu biểu
- Quang Thọ - Nghệ sĩ Nhân dân
- Trần Hồng Cẩm - Nghệ sĩ Nhân dân
- Trần Văn Minh - Đại biểu Quốc hội khóa 13; 14
- Ngô Thị Minh - Đại biểu Quốc hội khóa 11; 12; 13; 14; Thứ trưởng Bộ GD&ĐT
- Nguyễn Văn Đẳng - Nguyên Ủy viên trung ương Đảng; nguyên Thứ trưởng Bộ NN&PTNT; nguyên Bí thư Tỉnh ủy Lâm Đồng
- Trần Ngọc Thụ - Nguyên Bí thư Tỉnh ủy Quảng Ninh
- Nguyễn Anh Dũng - Đại kiện tướng cờ vua